# Bloody Mary (drink)
För andra betydelser, se Bloody Mary.
Bloody Mary är en drink bestående av vodka, tomatjuice och kryddor (vanligen salt, peppar, tabasco, worcestershiresås och pressad citron), ofta dekorerad med en stjälk selleri.
Det finns flera teorier om namnets uppkomst. Den vanligast förekommande är att drinken är uppkallad efter den katolska drottningen Maria I av England, som fick öknamnet Bloody Mary, då hon lät avrätta cirka 300 protestantiska ledare.
Drinken finns också i en alkoholfri tappning, utan vodka, och kallas då virgin mary.